# Vipperow
Vipperow är en ortsteil i kommunen Südmüritz i Landkreis Mecklenburgische Seenplatte i förbundslandet Mecklenburg-Vorpommern i Tyskland. Vipperow var en kommun fram till den 26 maj 2019 när den uppgick i Südmüritz. Vipperow hade 481 invånare 2018.